# Angelo Cappello
Angelo Cappello, talvolta riportato Angelo Capello (Corozal Town, 27 gennaio 2002), è un calciatore beliziano, attaccante dell'Halifax Town e della nazionale beliziana.

## Carriera

### Club
È cresciuto nel settore giovanile dello Sheffield Utd; nel luglio 2020 è stato promosso nella formazione Under-23.

### Nazionale
Ha giocato nella nazionale Under-17 di Belize.
Il 25 marzo 2021 debutta con la nazionale beliziana giocando da titolare l'incontro di qualificazione per il Campionato mondiale di calcio 2022 perso 2-0 contro Haiti.

## Statistiche

### Cronologia presenze e reti in nazionale
| Cronologia completa delle presenze e delle reti in nazionale ― Belize | Cronologia completa delle presenze e delle reti in nazionale ― Belize | Cronologia completa delle presenze e delle reti in nazionale ― Belize | Cronologia completa delle presenze e delle reti in nazionale ― Belize | Cronologia completa delle presenze e delle reti in nazionale ― Belize | Cronologia completa delle presenze e delle reti in nazionale ― Belize | Cronologia completa delle presenze e delle reti in nazionale ― Belize | Cronologia completa delle presenze e delle reti in nazionale ― Belize |
| Data                                                                  | Città                                                                 | In casa                                                               | Risultato                                                             | Ospiti                                                                | Competizione                                                          | Reti                                                                  | Note                                                                  |
| --------------------------------------------------------------------- | --------------------------------------------------------------------- | --------------------------------------------------------------------- | --------------------------------------------------------------------- | --------------------------------------------------------------------- | --------------------------------------------------------------------- | --------------------------------------------------------------------- | --------------------------------------------------------------------- |
| 25-3-2021                                                             | Port-au-Prince                                                        | Haiti                                                                 | 2 – 0                                                                 | Belize                                                                | Qual. Mondiali 2022                                                   | -                                                                     | 69’                                                                   |
| Totale                                                                |                                                                       | Presenze                                                              | 1                                                                     |                                                                       | Reti                                                                  | 0                                                                     |                                                                       |

## Palmarès

### Club

#### Competizioni nazionali
- FA Trophy: 1

Halifax Town: 2022-2023